# Karel Fleischmann
Karel Fleischmann (22. února 1897 Klatovy – 24. října 1944 Auschwitz, Osvětim) byl lékař, spisovatel, kreslíř a grafik. Spoluzakladatel českobudějovického avantgardního uměleckého sdružení Linie a člen redakční rady stejnojmenného časopisu.

## Život
Narodil se do židovské rodiny okresního tajemníka Adolfa Fleischmanna a jeho manželky Františky, rozené Kleinové. Po absolvování Jirsíkova gymnázia v Českých Budějovicích odešel roku 1916 do Prahy a vystudoval Lékařskou fakultu Univerzity Karlovy se zaměřením na dermatologii a venerologii. Po ukončení studia (1922) pracoval po tři roky na kožním oddělení kliniky na Karlově náměstí a navštěvoval kreslířské a malířské kursy v ateliéru prof. Franze Thieleho na Akademii výtvarných umění.
Roku 1925 se vrátil do Českých Budějovic a otevřel si soukromou lékařskou praxi v oboru dermatologie a venerologie. V létě 1928 podnikl cestu do Francie a Německa a roku 1929 do jižní Francie a na Korsiku, roku 1930 do Berlína. Stal se členem Sdružení jihočeských výtvarníků. Na podzim roku 1931 byl jedním ze zakladatelů uměleckého sdružení Linie. Kromě příspěvků do časopisu Linie psal pod přezdívkou Al Terego do Jihočeských listů, psal prózu i poezii a zabýval se grafickou tvorbou. Roku 1937 aktivně pomáhal německým a rakouským utečencům a během mobilizace roku 1938 se přihlásil dobrovolně k lékařské službě. Odmítl možnost emigrovat do Palestiny.
Po obsazení Československa ho postihla protižidovská opatření a zákaz výkonu lékařské praxe. 18. dubna 1942 byl deportován do Terezína, kde se stal zástupcem vedoucího zdravotníka a dostal na starost domovy pro přestárlé. Z doby jeho působení v Terezíně se zachovaly deníky a sbírky básní a množství kreseb. Dne 23. října 1944 byl spolu se svou ženou Rosou a sestrou odvezen v jednom z posledních transportů do vyhlazovacího tábora v Osvětimi a krátce po příjezdu zavražděn v plynové komoře. Zemřel ve věku 47 let. Životem Karla Fleischmanna se celoživotně zabývala historička Hana Housková, která o něm vydala roku 1998 monografii. Jeho starší bratr Ing. Emil (1892–1978) se dožil osvobození v pobočném táboře Gleiwitz.

## Dílo
Karel Fleischmann se již během gymnasiálních studií aktivně zajímal o literaturu a hudbu a kreslil. Profese lékaře inspirovala jeho tvorbu a pomáhala mu chápat lidský život v jeho celistvosti. Ve své prvotině Prázdninová cesta (1928), ilustrované vlastními linoryty, vyjadřuje téma expresivní formou. Expresivita se stupňuje i v následujícím grafickém cyklu Nemocnice (1929) a v litografiích Berlín (1931), které jsou neúprosným svědectvím o městě postiženém krizí. Soubor deseti linorytů Podoby mého otce (1935), vytvořený podle dobových fotografií, kombinuje historická, psychologická, sociologická a umělecká témata. Svým konceptuálním charakterem tento cyklus předjímá postupy, které se uplatnily v autorských knihách 60. a 70. let.
Kromě grafiky se věnoval i malbě krajin a zátiší. V době, kdy byl jako Žid zbaven možnosti vykonávat lékařskou praxi, experimentoval s technikou suché jehly a kreslil pastely a kvaše z oblíbených míst v okolí Českých Budějovic. Vrcholem jeho práce je více než 600 kreseb z Terezína, které je nejobsáhlejším svědectvím o životě a smrti v ghettu. Povolání lékaře Fleischmannovi umožnilo proniknout do všech ubikací, provozů a zákoutí ghetta. Kreslil tužkou, uhlem a černou křídou, nejvýraznější jsou však lavírované kresby tuší a perem, rákosem nebo štětcem. Bezprostředně zachycují lidi namačkané v kasematech, hlad a nekonečné fronty na jídlo, půdy přecpané lidmi ležícími na podlaze mezi zavazadly a mrtvými, přeplněné ulice a dvory kasáren, přicházející a odcházející transporty. Fleischmannovy kresby oscilují mezi věcným popisem a expresivitou a patří k významným dokladům umění holocaustu.
Jeho literární prvotinou je sbírka vzpomínek Prázdninová cesta (1928). Roku 1933 vydal autobiografický román Návrat, který ukazuje osudy jeho generace na příběhu tří přátel. Své fejetony a kurzivky, psané pro týdeník Jihočeské listy, ve kterých se projevil jako pronikavý pozorovatel a chápavý komentátor příběhů malých lidí v duchu čapkovského humanismu, vydal postupně ve třech svazcích v letech 1936-1937.
Z období, kdy byl vězněn v Terezínském ghettu, se zachovaly tři básnické sbírky a desítky záznamů, úvah a črt, ale i obsáhlejších textů. Z nich vyniká "Terezínský den" - reportážní popis jednoho pracovního dne v ghettu - nebo reflexe "Smrt je obměnou života". Pozůstalost Karla Fleischmanna je v digitalizované podobě částečně dostupná na stránkách Židovského muzea v Praze.

### Grafické cykly
- 1929 Nemocnice (linoryty)
- 1931 Berlín (litografie)
- 1932 Grafika (30 grafických listů s úvodem Fr. Gottlieba)
- 1934 Rybolov (12 linorytů, s básní M. Hallera)
- 1935 Podoby mého otce

### Zastoupení ve sbírkách
- Alšova jihočeská galerie v Hluboké nad Vltavou
- Památník Terezín
- The Jewish Museum, New York City
- United States Holocaust Memorial Museum, Washington D.C.
- Yad Vashem, Jeruzalém
- Židovské muzeum v Praze

### Katalogy výstav
- František Gottlieb, Katalog posmrtné výstavy malíře a básníka Karla Fleischmanna, lékaře z Českých Budějovic, Židovské muzeum v Praze 1947
- Protifašistická tvorba Karla Fleischmanna z koncentračního tábora Terezín, Státní židovské muzeum v Praze 1977
- Arno Pařík, Markéta Petrášová, Terezín v kresbách vězňů 1941-1945, kat. výstavy, Státní židovské muzeum v Praze 1983
- Markéta Petrášová (ed.), Karel Fleischmann - osobnost a dílo, kat. výstavy, 56 s., Klausová synagoga, Státní židovské muzeum v Praze 1987
- Arno Pařík, Výtvarné umění v Terezínském ghettu, in: Kultura proti smrti, kat. expozice Památníku Terezín v bývalých Magdeburských kasárnách, Praha 2002, s. 51-175